# 538 a.C.
Il 538 a.C. (DXXXVIII a.C. in numeri romani) è un anno  del VI secolo a.C.

## Eventi
Editto del persiano Ciro, mediante il quale gli Ebrei, deportati in Babilonia dopo la conquista da parte di Nabucodonosor di Gerusalemme, possono rientrare in città e ricostruire il Tempio di Gerusalemme.